# توتو
أنطونيو جريفو فوكاس (15 فبراير 1898 - ، 15 أبريل 1967) يشتهر باسم «توتو» ممثل سينمائي ومسرحي ولد في نابولي، كاتب أغاني وشاعر وسيناريست إيطالي. وكان يطلق عليه «أمير الضحكة» ويعد واحداً من أعظم الممثلين في تاريخ المسرح والسينما في إيطاليا.

## حياته
ولد أنطونيو جريفو فوكاس في 15 فبراير 1898 في منطقة ريوني سانيتا الفقيرة في نابولي، وكان الابن غير الشرعي لآنا كليمنتي (1881-1947) وهي امرأة من صقلية، وجوزيبي دي كورتيس (1873-1944). لم يعترف به والده بشكل قانوني إلا في 1937. وقد ندم والده بشدة على نشأة إبنه بدون أب.
عندما كان في سن الخامسة والثلاثين، تبناه الماركيز فرانشيسكو ماريا جاجلياردي فوكاس مقابل الحصول على راتب سنوي. وعندما أعترف به والده لاحقا، أصبح توتو وريثًا لعائلتين نبيلتين، وبالتالي حصل على عدد كبير من الألقاب.
خاض كل أنواع المسرح بأكثر من 50 عملاً بداية من المسرح الاستعراضي أو التنوعي وصولاً إلى المسرح الهزلي المعروف بمسرح الفودفيل وحتى ما يعرف بمسرح المجلة أي المسرح الثقافي لميكيليه جالدييري. ثم وصل بعد ذلك إلى السينما بـ 97 فيلماً قام فيها بأدوار هامة من عام 1937 حتى عام 1967. وكذلك في مجال التليفزيون من خلال مسلسل مكون من 9 أفلام تليفزيونية من إخراج دانييله دانسا قبل موته بقليل.
وقد احتفظ بمكانته في تراث المسرح الفني مقترباً مرة تلو الأخرى لكوميديان كبار مثل باستر كيتون وتشارلي تشابلن. واحتفظ حتى النهاية بأدائه المتميز في التمثيل، الذي كان يظهر بوضوح في أعمال المحاكاة اللامعة التي كان يقوم بها (أخرج منها مثلاً: ماريو ماتّولي، كاميللو ماستروتشينكويه، وسيرجو كوربوتشي)، أو في أجزاء دراماتيكية، أدّاها في أخر حياته مع عمالقة هذا المجال كـ أبيرتو لاتّوادا وبيير باولو بازوليني. أكثر من 270 مليون شخص شاهد أفلامه، فهو أحد المكرمين في تاريخ السينما الإيطالية. وبعد عشرات السنين مازالت أعماله تحقق نجاحات كبيرة وكثير من عباراته أصبحت من العبارات المشهورة التي دخلت في اللغة الإيطالية العامة.

### «مشاغب» حي سانيتاه
ولد في الخامس عشر من فبراير لعام 1998 في حي سانتيا في شارغ سانتا ماريا أنتيكويلا في الطابق الثاني لمبني 109 وذلك نتيجة علاقة غير شرعية لأنّا كليمنتيه (باليرمو 1882 - روما 1948) مع جوزيبّه ديه كورتيس (نابولي 12 أغسطس 1873 - روما 29 سبتمبر 1944). وهذا الأب لم يكن يريد الاعتراف ب كابن له في البداية. وكان لغياب دفء العائلة أثر كبير في شخصية الكاتب. درس في مدرسة تشيمنيو ولكنه لم يحصل علي الشهادة. كانت تريد والدته أن يصبح راهباً ولكن بفضل تشجيع الناجحين من عائلته في المسرح الصغير (يدعون في نابولي باسم بيريوديكه) وبفضل أيضا العروض المتنوعة، التحق في عام 1913 وهو في سن الخامسة عشر بالمسارح معتمداً على الحكي ومقلداً لمنهج جوستافو ديه ماركو. وبالطبع في ظل المناخ المسرحي التقي بالعديد من الفنانين المشهورين مثل إدواردو ديه فيليبّو وبيبّينو ديه فيليبّو وأيضا تقابل مع الموسيقيين مثل تشيزاريه أندريا بيكسيو وأرماندو فرانيا. أثناء الحرب العالمية الأولى تطوع في الجيش الملكي والتحق بوحده المشاة في الكتيبة 22 واستقر أولاً في بيزا ثم انتقل إلى بيشا. ثم تم ارساله إلى وحدة عسكرية في بيومنتيه. ومن هنا بدأت الفترة الكوميدية التي أمره فيها قائد الكتيبة بمقاسمة أماكن النوم في القطار مع مجموعة من الجنود المغاربة أصحاب العادات الجنسية الغريبة. هنا قام المذعور بهجوم جنوني علي محطة الإسكندرية وتم علاجه في المستشفى المحلي ونجح في عدم الرحيل إلى فرنسا.

### النجاحات الأولى
«أنا رجل عالمي... أديت ثلاث سنوات بالخدمة العسكرية في مدينة كونيو»
انتقل عام 1922 إلى روما مع والدته، وفي البداية حصل على بعض الجوائز مع مجموعات فنية صغيرة كانت تقوم بتمثيل العروض الهزلية المعروفة بالـ بولتشنيلّا Pulcinella، وقد كان يؤدي فيها الدور الأصغر دور مامو أي ظهر بولتشينلّا. ومع مجموعة أومبرتو كابيتشيه كانت رحلته قصيرة جداً؛ ولكن بعد فترة قصيرة من التوقف اكتشفه جوزيبّيه يوفينيللي مالك المسرح الذي يحمل الاسم نفسه. وهنا بدأ في إظهار مواهبه في المحاكاة والرقصات الموسيقية الكوميدية التي حازت على نجاح جماهيري كبير. وبذلك وصل لصالة أومبرتو، الصالة التي يذهب إليها المجتمع الأرقى بالعاصمة: وقد كان نجاحه دائماً في ازدياد. وقد كان زيه الفني في ذلك الوقت هو الزي الذي أخلص له واستمر به حتى النهاية: قبعة متبالية مستديرة، معطف واسع بمؤخرة طويلة، وقميص بياقة منخفضة، وحزام على شكل فراشة صغيرة، وبنطال غريب وشرابات ملونة على حذاء منخفض ومتهالك.
بالإضافة لهذه الملابس الغريبة وأسلوبه في التمثيل، كان يميل لحب وجنون الشهرة. كانت قدرته على عرض صورة الرجل الجائع الذي لا يجد أبداً ما يسد جوعه نابعة من رغبته في وضع الفقر في الصورة وتوصيلها بأسوأ أشكالها: الجوع. وكان يؤكد دائماً أن الممثل، حتى يمثل كذلك، يجب أن يذهب للتمثيل قبل أن يأكل.

### مسرح La grande rivista
(la grande rivista)مسرح
كان بمثابه قناع وممثل غير قابل للمقارنة مع مثيليه من الممثلين الكبار مثل: شابلن وكيتون والاخوة ماركوس.
"لكننا نعتقد انه اعتمد في تمثيله على الجوانب الانسانيه أكثر وأنتهى به المطاف إلى فقدان الجوانب الكوميديه السرياليه والتجريديه والتي كان قد نجح في اعطائها الكثير عندما كان يعمل في مسرح
" ومجال الاستعراض المسرحى (la grande rivista)
ماريو مونتشيلى في مقابله عن بعد وفاته"
بشكل عام لم تحظ التجارب السينيمائيه له بالنجاح لدى الجمهور بينما حظى بالنجاح على خشبه المسرح. وعندما عاد إلى المسرح في اواخر عام 1940 كان الاستعراض المسرحى اختفى بالفعل وحل محله مسرح
"grande rivista",
الذي اتسم بمجموعه عظيمه من الممثلين والبطلات المسرحيات وعلى راسهم «اندا اوزوريس» واتسم بالنصوص الساخرة والممثلين اتباع المذهب المستخف بالايدلوجيات السياسية إلى الحد الذي يسمح به النظام الفاشى كما أتسم أيضا بالفرق الموسيقية عاليه المستوى.
حالف الحظ اثناء رحلته الفنية على المسرح في مقابله أكبر كتاب مسرح
وأنا مانيانى«ممثله كبيرة وفتاه استعراض ماهرة مثله» في الاربعينات «مايكل جالدييرى» "grande rivista"
حيث يظل ادائهم المسرحى لا ينسى قى تاريخ المسرح لدينا.
أنشأ صداقه قوية مع جالدييرى دامت تسع سنوات ومع العروض المسرحية التي نظمها متعهدى اليو جيفانتى واكتشف من خلالها المغنيه مينا وريميجيو باونى.
اقام عروض مسرحيه خلدت اسمائها في الذاكرة مثل:
عام 1940 "Quando meno te l'aspetti "
عام 1941"Volumineide"
عام 1942"Orlando Curioso'
عام 1944"Che ti sei messo in testa?" و" Con un palmo di naso".
حيث مارس بطرق مختلفة قوة ساخرة ضد النظام الفاشى وضد المحتلين الالمان.ويوضع في عين الاعتبار دائما: ان رقابه النظام قد تدخلت مرارا وتكرارا لتغيير نكاته التي اعتبروها نكات مسيئه ولكن خاطر بنفسه من اجل بلاده فغالبا ما كان يتفو هبعبارات مقطوعه بنفس القدر مثيرا بذلك تصفيق حار حقيقى من الجمهور.
وبعد اداؤه الرومانى الأول في العرض المسرحى
"Che ti sei messo in testa"
حذره النظام من اداؤه ثم في وقت لاحق ألقى القبض عليه مع الاخوه دى فيليبو مما اضطره إلى الهرب ليعاود الظهور من جديد بعد تحرير روما في عرضه المسرحى
والذي فيه أطلق لنفسه العناء في محاكاه شخصيه موسولينى وهتلر وهجائهم. (Con un palmo di naso)
اكره القادة....... واكره الديكتاتوريات....خاطرت اثناء الحرب وواجهت مشكله خطيره في المسرح لاننى قدمت محاكاه انا
ساخرة ووحشيه لهتلر ولن اعرب عن اسفى لفعل ذلك لان السخرية هي الوسيلة الوحيدة المتاحه لي لمواجهة الوحش. فشكرا لى على الاقل لليله واحدة لاننى استطعت ان اجعل الناس تضحك في وجه وبذلك وجهت له ازدراء كبيرا. وذلك لان القوة تكره الضحكات إذ تشعرها بالتقليل
""
وفي الوقت نفسه التي ظهرت فيه التقلبات المزاجيه لدى عامه الشعب لعبت انا مانيالى نموذجا للشخصية على المسرح بلغه مباشرة وصريحه. حيث نشأت علاقه صداقة فريدة من نوعها بين الاثنين الأكثر نجاحا ولكن تلك العلاقة توقفت فجأة بعد الظهور العظيم للمثله الرومانية في الفيلم الملحمى الذي اخرجه رفيقها روبرت روسيلينى «روما المدينة المفتوحة»
«لعام 1945 Roma città aperta»
ومنذ ذلك الحين اختلفت مساراتهم الفنية ففى عام 1956 فازن أنا مانيالى بجائزة الاوسكار كافضل ممثله ولعبت أيضا دور البطولة مع أكبر الأسماء في هوليود مثل بيرت لانكاستر ومارلون براندو.
ظل حتى النهاية قناع لفن الكوميديا في سلسلة رائعه من الافلام التي جمعت أفضل السيناريوهات واطلقت له العنان كممثل.
حيث كان المكتئف الأول لموهبه السينمائيه المحامى ماركى ماريو ماتيولي «مخرج ومنظم سابق للعروض المسرحية وصاحب شركة ذا-بوم والمكتشف الاصلى لموهبه فيتوريو دى سيكا»

## مسألة الانتماء للنبلاء
بعد التبني عام 1933 من جانب الماركيز فرانشيسكو ماريا جالياردي فوكاس، فارس من الامبراطورية الرومانية المقدسة، واعتراف أبيه جوزيبيه ديه كورتيس به كابن شرعي بعدها بأربع سنوات، قام بمعارك قضائية طويلة ومكلفة للغاية خاضها محدداً هدفه غاضاً الطرف عن نصائح الآخرين، من أجل الحصول على اعتراف بانتمائه لطبقة النبلاء، وتم ذلك أيضاً بمساعدة محامين خبراء ومتخصصين في قضايا النبلاء. وكان يرى أنه ينتمي لأحد فروع عائلة ديه كورتيس النبيلة، فرع فيرّاتسانو، رغم عدم إثبات ذلك أبداً.

## روابط خارجية
- توتو على موقع IMDb (الإنجليزية)
- توتو على موقع الموسوعة البريطانية (الإنجليزية)
- توتو على موقع روتن توميتوز (الإنجليزية)
- توتو على موقع مونزينجر (الألمانية)
- توتو على موقع ألو سيني (الفرنسية)
- توتو على موقع ميوزك برينز (الإنجليزية)
- توتو على موقع ميوزك برينز (الإنجليزية)
- توتو على موقع أول موفي (الإنجليزية)
- توتو على موقع قاعدة بيانات الأفلام السويدية (السويدية)
- توتو على موقع إن إن دي بي (الإنجليزية)